# Trophée Border-Gavaskar
Le Border-Gavaskar Trophy, littéralement Trophée « Border-Gavaskar », est une série de matchs de Test cricket disputée régulièrement entre l'équipe d'Australie et l'équipe d'Inde. Le trophée revient à la sélection qui remporte le plus de matchs. Si la série est nulle, le tenant du titre conserve celui-ci. Selon les éditions, le trophée compte entre une et quatre rencontres.
La série, disputée pour la première fois en 1996 - 1997, doit son nom à l'Australien Allan Border et l'Indien Sunil Gavaskar, les deux premiers joueurs de l'histoire à avoir franchi la barre des 10 000 runs en test-matchs.

## Palmarès
| Serie | Saison    | Pays hôte | Matchs | Australie | Inde | Nul | Résultat  |
| ----- | --------- | --------- | ------ | --------- | ---- | --- | --------- |
| 1     | 1996-1997 | Inde      | 1      | 0         | 1    | 0   | Inde      |
| 2     | 1997-1998 | Inde      | 3      | 1         | 2    | 0   | Inde      |
| 3     | 1999-2000 | Australie | 3      | 3         | 0    | 0   | Australie |
| 4     | 2000-2001 | Inde      | 3      | 1         | 2    | 0   | Inde      |
| 5     | 2003-2004 | Australie | 4      | 1         | 1    | 2   | Nul       |
| 6     | 2004-2005 | Inde      | 4      | 2         | 1    | 1   | Australie |
| 7     | 2007-2008 | Australie | 4      | 2         | 1    | 1   | Australie |
| 8     | 2008-2009 | Inde      | 4      | 0         | 2    | 2   | Inde      |
| 9     | 2010-2011 | Australie | 4      | 4         | 0    | 0   | Australie |
| 10    | 2012-2013 | Inde      | 4      | 0         | 4    | 0   | Inde      |